# Kanton Suresnes
Kanton Suresnes is een voormalig kanton van het Franse departement Hauts-de-Seine. Kanton Suresnes maakte deel uit van het arrondissement Nanterre en telde 39.706 inwoners (1999).
Het werd opgeheven bij decreet van 24 februari 2014, met uitwerking in maart 2015

## Gemeenten
Het kanton Suresnes omvatte enkel de gemeente Suresnes.